# Baba Jobe
Baba Kajally Jobe (* 1959 in Karantaba; † 28. Oktober 2011 in Banjul) war ein Politiker des westafrikanischen Staates Gambia.

## Leben
| Parlamentswahl | Stimmen    | Stimmanteil |
| -------------- | ---------- | ----------- |
| 1997           | 2.981      | 47,10 %     |
| 2002           | einstimmig | gewählt     |

Baba Jobe trat am 2. Januar 1997 bei den Parlamentswahlen in Gambia für einen Sitz in der gambischen Nationalversammlung im Wahlkreis Jarra West für die Partei Alliance for Patriotic Reorientation and Construction (APRC) an. Er unterlag dem Gegenkandidaten Kemenseng N. Jammeh von der United Democratic Party (UDP). Bei den Parlamentswahlen 2002 boykottierte die UDP die Wahl, so dass auch im Wahlkreis Jarra West kein weiterer Kandidat antrat und Jobe einen Sitz in der Nationalversammlung für den Wahlkreis Jarra West erlangte. Im Parlament übernahm er dann die Funktion des Sprechers der Fraktion der Mehrheit (englisch Majority Leader).
Baba Jobe wurde am 10. Oktober 2003 verhaftet und angeklagt wegen Wirtschaftskriminalität. Er wurde am 26. März 2004 zu neun Jahren Gefängnis verurteilt. Jobe war als Direktor der Gambia New Millennium Air tätig, ihm wurden Waffenhandel und Verbindungen mit dem liberianischen Blutdiamanthandel vorgeworfen. Jobe erhielt mit der Resolution 1343 des UN-Sicherheitsrates ein Reiseverbot der Vereinten Nationen und seine Vermögenswerte wurden eingefroren. Auch die New Millennium Air war vom Bann betroffen.
Noch als Gefängnisinsasse wurde er am 23. Oktober 2011 ins Krankenhaus eingeliefert, im Royal Victoria Teaching Hospital starb Jobe am 28. Oktober.